# Пахомов, Юрий Николаевич (экономист)
Юрий Николаевич Пахомов (15 июля 1928 года, Кунгур — 23 октября 2014 года, Киев) — советский и украинский экономист.  Доктор экономических наук, профессор. Академик АН УССР (15.01.1988, член-корреспондент с 1979).

## Биография
Окончил юридический факультет Киевского университета (1953). Член КПСС с 1953 года, член ЦК (1990—1991).
В 1963 году окончил аспирантуру КИНХа и там же защитил диссертацию на соискание учёной степени кандидата экономических наук по теме «Некоторые вопросы совершенствования совхозного производства на современном этапе».
В 1966—1969 годах — заведующий кафедрой политэкономии КИИГА.
В 1970 году в Институте экономики АН УССР защитил диссертацию на соискание учёной степени доктора экономических наук по теме «Формы реализации экономических отношений и закономерности их совершенствования при социализме: (На примере совхозов)»
В 1980—1987 годах — ректор Киевского института народного хозяйства.
В 1988—1991 годах — академик-секретарь отделения экономики АН УССР.
В 1992—2013 годах — директор Института мировой экономики и международных отношений НАН Украины.

## Награды и премии
Награждён орденами «Дружбы народов» (1988), «Знак Почёта» (1982), князя Ярослава Мудрого V степени (2008), «За заслуги» III степени (1998). Лауреат Государственной премии Украины в области науки и техники (2002), премии им. М. И. Тугана-Барановского НАН Украины (1999, совместно с С. Б. Крымским и Ю. В. Павленко) и др.